# Deposizione di Cristo (Bronzino)
Deposizione di Cristo è un dipinto a olio su tavola (268x173 cm) realizzato nel 1545 dal pittore italiano Agnolo Bronzino.
È conservato nel Musée des Beaux-Arts di Besançon.
L'opera è firmata: “OPERA DEL BRONZINO FIORENTINO”.
Il dipinto era stato originariamente realizzato per la Cappella di Eleonora da Toledo in Palazzo Vecchio di Firenze ma il Granduca Cosimo I de' Medici, committente dell'opera, ne apprezzò a tal punto la bellezza da volerlo regalare al cardinale Nicolas Granvelle, cancelliere dell'imperatore Carlo V.

Bronzino in seguito ne realizzò una copia destinata alla cappella con colori più cupi.
I pannelli laterali raffiguravano San Giovanni Battista e San Cosma; il primo di essi è  oggi conservato nel Getty Museum mentre il secondo è stato recentemente ritrovato in una collezione privata (Collezione Alana).
Al centro è raffigurato il Cristo sorretto dalla Vergine con accanto San Giovanni Evangelista e Santa Maria Maddalena. Sulla destra in piedi un uomo con un'anfora blu ed un vecchio con i chiodi della croce. Nei tre personaggi si identificano nel più anziano il Pontormo, nel più giovane Alessandro Allori e l'altro il Bronzino stesso.
Sopra la scena della deposizione sono raffigurati angeli con gli strumenti della passione.